# Ekaterina Kalinciuk
Ekaterina Kalinciuk (în rusă Екатерина Калинчук; n. 2 decembrie 1922, Jitovo⁠(d), Krapivna Uyezd⁠(d), Gubernia Tula⁠(d), RSFS Rusă – d. 13 iulie 1997, Moscova, Rusia) a fost o gimnastă artistică ce a reprezentat Uniunea Republicilor Sovietice Socialiste, medaliată olimpică. A participat la o ediție a Jocurilor Olimpice (1952) în care a câștigat două medalii de aur și o medalie de argint.

## Participări
Lista de mai jos prezintă principalele competiții la care a participat Ekaterina Kalinchuk de-a lungul carierei.
- Voimistelu kesäolympialaisissa 1952[*]